# بوش (ناحیه پراگ-غرب)
بوش (به چکی: Buš) یک منطقهٔ مسکونی در جمهوری چک است که در ناحیه پراگ-غرب واقع شده‌است. بوش ۶٫۸۴ کیلومتر مربع مساحت و ۳۱۲ نفر جمعیت دارد و ۳۴۵ متر بالاتر از سطح دریا واقع شده‌است.